# ウクライナの英雄都市
ウクライナの英雄都市（、ウクライナ語: Місто-герой України）は、2022年のロシアによるウクライナ侵攻中の際立った英雄的行為に対して授与されたウクライナの名誉称号。2022年3月には10都市に授与され、さらに、ソビエト連邦によって既に英雄都市に選ばれている4都市に授与された。この都市の象徴的栄誉は、個人的な栄誉の「ウクライナ英雄」に相当する。

## 歴史

### ソビエト連邦
ソ連時代、12の都市が英雄都市の称号を授与された。この称号は、住民が大祖国戦争で際立った決意と勇気を示した都市に与えられる栄誉であり、ソ連で最高の栄誉であるソ連邦英雄賞に関連している。称号を授与された12都市のうち、4都市（オデーサ、セヴァストポリ、キーウ、ケルチ）は、ウクライナ・ソビエト社会主義共和国に位置しており、これらの都市の地位は、後継国のウクライナに引き継がれた。これらの4都市はすべて、ウクライナの国際的に認められた国境内に位置しているが、セヴァストポリとケルチの都市は、クリミア共和国とセヴァストポリ連邦市の事実上の領土であり、2014年のロシアのクリミア併合後、どちらもロシア連邦によって管理されている。
英雄都市という用語の使用は、1942年のプラウダの記事までさかのぼる。この称号が最初に公式に使用されたのは、1945年5月1日にヨシフ・スターリンが「英雄都市レニングラード、スターリングラード、セヴァストポリおよびオデーサ」で礼砲を放つよう命じた最高司令官命令第20号を発行したときである。1961年6月22日 (大祖国戦争開始の20周年記念) 、レーニン勲章のキーウへの授与とキーウ防衛記章の導入を定めたウカセ（法令）において、キーウに英雄都市という用語が適用された。
ソビエト連邦の英雄都市の称号は、1965年5月8日に大祖国戦争の勝利20周年を記念して、ソビエト連邦最高会議幹部会のウカセで正式に導入された。1988年、称号の発行は正式に中止された。

### ウクライナ
ウクライナの英雄都市の現代的な称号は、2022年のロシアのウクライナ侵攻を受けて、同年3月6日にヴォロディミル・ゼレンスキー大統領による2022年の政令第111号によって導入された。この賞は、現代のウクライナの称号「ウクライナ英雄」に関連する。
キーウ、オデーサ、セヴァストポリ、ケルチの地位を更新することに加えて、政令第111号は、チェルニーヒウ、ホストメリ、ハルキウ、ヘルソン、マリウポリ、ヴォルノヴァーハの都市に英雄都市の称号を与えた。
2022年3月25日、ゼレンスキーは2022年の政令第164号により、ブチャ、イルピン、アフトゥイルカ、ムィコラーイウの4都市に英雄都市の称号を授与した。

## 英雄都市の一覧

### チェルニーヒウ
チェルニーヒウ包囲戦は、2022年2月24日にロシア軍が開始した。イギリス国防省によると、ロシア軍は都市の占領に失敗し、代わりにキーウへの代替ルートを通って都市を迂回することを選択した。ウクライナ当局は、ロシア軍が付近のセドニフとセメニフカに向かっていると報告した。伝えられるところによると、ウクライナ軍はロシアの装備や文書を相当数押収した。包囲は3月31日に解除された。

### ホストメリ
アントノフ国際空港の戦いは、2022年2月24日のロシアによるウクライナ侵攻時に始まった。ロシア空挺部隊からの最初の攻撃はウクライナ軍によって撃退されたが、空港は最終的に、第二波のロシア軍部隊により2月25日に陥落した。しかし、ロシアが空港を支配しているにもかかわらず、ウクライナ軍はロシア軍との交戦を続けている。
世界最大の航空機An-225は、戦闘の開始段階で空港に駐機していた。戦闘にもかかわらず、アントノフのパイロットによって無傷であることが最初に確認された。しかし、2月27日、ウクライナ当局はAn-225がロシアの空爆によって破壊されたと報じた。3月4日、ロシアの国営テレビチャンネル「チャンネル１」は、An-225が破壊されたことを示す映像を放映した。4月2日までに、ロシア軍は撤退し、ホストメリはウクライナ軍に奪還された。

### ハルキウ
ハルキウの戦いは、ロシアのウクライナ東部攻勢の一環として2月24日に始まった。ロシアとウクライナの国境の南32kmに位置し、ロシア語話者が多いハルキウは、ウクライナ第二の都市であり、最初からロシアの攻撃の主要な標的と見なされていた。ウクライナの頑強な抵抗でロシアのハルキウ市への進軍は失敗に終わり、戦闘は5月14日に終了し、すべてのロシア軍は都市からロシア国境に向かって撤退した。ウクライナの大統領顧問は、この戦いを「21世紀のスターリングラード」と呼んだ。

### ヘルソン
ヘルソンの戦いは2022年2月24日に始まり、ロシアの地上部隊と空挺部隊がクリミア半島から攻撃を開始し、ドニエプル川を渡って 2022年3月2日に都市自体を占領した。ヘルソンは、 2022年のロシアのウクライナ侵攻でロシア軍が占領した最初のウクライナの主要都市であった。

### マリウポリ
マリウポリ包囲戦は、2022年のロシアによるウクライナ侵攻中のウクライナでの軍事行動であり、ロシアと分離主義勢力ドネツク人民共和国（DPR）の軍隊がマリウポリでウクライナ軍と交戦した。ロシアのウクライナ東部攻勢の一部であったこの戦闘は、2022年2月24日に始まり、マリウポリに残っていたウクライナ軍が戦闘停止を命じられた後、降伏したとロシアが発表した2022年5月20日に終了した。

### ヴォルノヴァーハ
ヴォルノヴァーハの戦い、2022年のウクライナ侵攻のウクライナ東部攻勢の一環として、ロシア軍とDPR軍が2022年2月25日に始めた戦いである。戦闘の結果、2022年3月12日にDPR軍が街を占領した。ドネツク州知事のパブロ・キリレンコは、街は大部分が破壊されたと述べた。AP通信は、街が親ロシア派の分離主義者に占領され、町の大半が戦闘で破壊されたことを独自に確認した。

### イルピン
イルピンの戦いは2022年2月27日に始まり、ロシアの地上部隊が街に進入し、3月14日までにイルピンの半分を占領した。1か月にわたる戦闘の末、3月28日にウクライナ軍がイルピンを奪還した。

### ブチャ
ブチャの戦いは2022年2月27日に始まり、ロシア陸軍部隊が町に進入した。一か月に及ぶ戦闘の末、3月31日にウクライナ軍がブチャを奪還した。その後、町内に掘られた集団墓地の証拠により、戦闘中に、ブチャに駐留していたロシア陸軍の部隊員が行った「ブチャの虐殺」として知られる、町の住民と軍隊の職員に対するロシア陸軍が関与した戦争犯罪があったという事実が明らかになった。ウクライナ軍が奪還する前のロシア支配下のブチャで、ロシア陸軍の軍人が町の住民を殺害していた事実は、国際社会に衝撃を与えた。

### アフトゥイルカ
アフトゥイルカの戦いは2022年2月24日に始まり、ロシアの地上部隊が都市への進入を試みた。3月26日までに、ロシア軍は市から撤退したが、砲撃は続いた。

### ムィコラーイウ
ムィコラーイウの戦いは2022年2月26日に始まり、ロシアの地上部隊が都市への進入を試みた。 4月8日にロシア軍は市から撤退したが、砲撃は続いた。